# Turdoides bicolor
Turdoides bicolor е вид птица от семейство Leiothrichidae.

## Разпространение
Видът е разпространен в Ботсвана, Зимбабве, Намибия и Южна Африка.